# Oakland Acres, Iowa
Oakland Acres là một thành phố thuộc quận Jasper, tiểu bang Iowa, Hoa Kỳ. Năm 2010, dân số của thành phố này là 156 người.

## Dân số
Dân số qua các năm:
- Năm 2000: 166 người.
- Năm 2010: 156 người.